# Mars Direct

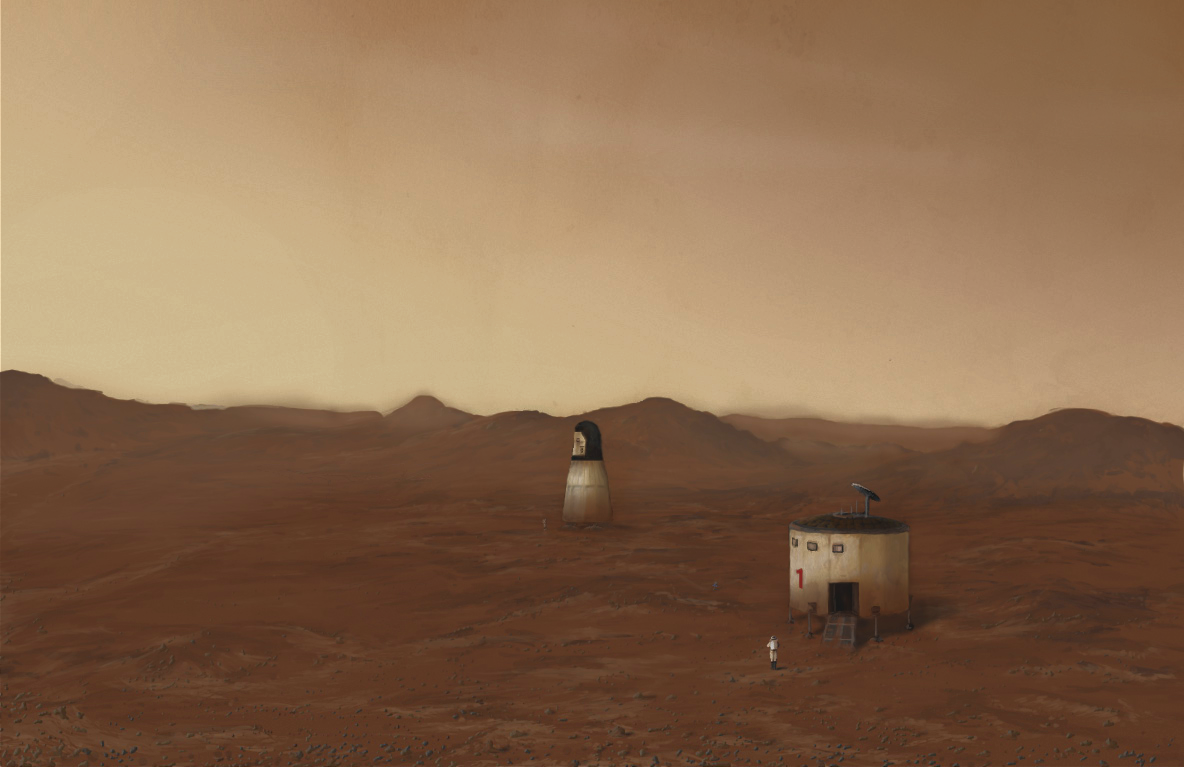
Житловий модуль і космічний корабель для повернення на Землю в уяві художника.

Mars Direct — пропозиція з пілотованого польоту на Марс, яка направлена на економічність і можливе його здійснення з існуючими технологіями. Первісно це було науково-дослідницькою роботою для NASA інженером Робертом Зубріним і аерокосмічним інженером Девідом Бейкером у 1990 році, пізніше розширена Зубріним у 1996 році в книзі «The Case for Mars». Нині вона слугує головним елементом у виступах Зубріна й основною агітацією як керівника Марсіанського товариства, метою цієї організації є колонізація Марса.